# 2284 San Juan
2284 San Juan è un asteroide della fascia principale. Scoperto nel 1974, presenta un'orbita caratterizzata da un semiasse maggiore pari a 2,3256040 au e da un'eccentricità di 0,0508418, inclinata di 5,28600° rispetto all'eclittica.
L'asteroide è dedicato all'Università di San Juan.